# أوزفالدو باير
أوزفالدو باير (بالإسبانية: Osvaldo Bayer) (و. 1927 – 2018 م) هو كاتب سيناريو، ومؤرخ، وصحفي، وكاتب، وأستاذ جامعي، وكاتب سير أرجنتيني، ولد في سانتا في، توفي في بوينس آيرس، عن عمر يناهز 91 عاماً.

## التعليم
تعلم في جامعة هامبورغ.

## وصلات خارجية
- أوزفالدو باير على موقع IMDb (الإنجليزية)
- أوزفالدو باير على موقع ميوزك برينز (الإنجليزية)
- أوزفالدو باير على موقع قاعدة بيانات الفيلم (الإنجليزية)
- أوزفالدو باير على موقع كينوبويسك (الروسية)
- أوزفالدو باير في قاعدة بيانات الأفلام على الإنترنت